# Svea Rike (brädspel)
Svea Rike är ett historiskt brädspel om maktkampen i Sverige under trehundra år, under äldre vasatiden, stormaktstiden och frihetstiden. Spelet skapades av Dan Glimne och Henrik Strandberg. Det är skapat för 2-5 spelare från 12 år och uppåt och har en speltid omkring 90-120 minuter. Från början blev det utgivet av Target Games men numera tillverkas spelet av Användbart Litet Företag.

## Spelet
I huvudsak styrs spelet av händelsekort som dras av spelarna och som kan spelas ut vid valfritt tillfälle. Just det är ett moment som gör spelet lite svårt att introducera nya spelare i, att man inte behöver vänta på sin tur. Vissa kort som spelas kan motverkas av ett kort som en annan spelare visar upp. Det är alltså ett spel där man måste vara fullt koncentrerad och alla måste veta vad som gäller.
Efter hand som spelet fortgår kommer man in i nya tidsepoker och förutsättningarna ändras. Delvis följer det den svenska historien, men under spelets gång kan historien utveckla sig annorlunda än i historieböckerna.

## Expansion
Till spelet har släppts en expansion, Batalj. Denna expansion inkluderade plundringståg i Tyskland samt avancerade regler för krig.

## Datorspel
1997 gavs datorspelet Svea Rike, baserat på brädspelet, ut.

## Innehåll
Spelet innehåller:
- 1 spelplan.
- 1 tärning.
- 1 regelbok
- 1 krigsmarker.
- 1 regentmarker.
- 168 stycken spelkort.(70 händelsekort,50 historiekort,24 förläningskort och 24 regentkort)
- 5 stycken ättebrickor
- 45 stycken ättemarker.